# بدفورد، نوا اسکوشیا
بدفورد، نوا اسکوشیا (به انگلیسی: Bedford, Nova Scotia) یک منطقهٔ مسکونی در کانادا است که در هلیفکس، نوا اسکوشیا واقع شده‌است. بدفورد ۲۳٬۰۱۹ نفر جمعیت دارد.